# Manasarovar
Manasarovar, Tibetaans: Mapham Yutso, is een meer met zoet water in de Tibetaanse Autonome Regio.
Het meer ligt op 2000 km van de hoofdstad Lhasa en is te bereiken via de nationale weg G219. Ten westen ligt het meer Rakshastal en ten noorden de heilige berg Kailash. Het is het op twee na hoogste zoetwatermeer ter wereld. In combinatie met Kailash is het een van de belangrijkste bestemmingen voor een bedevaart in Tibet.

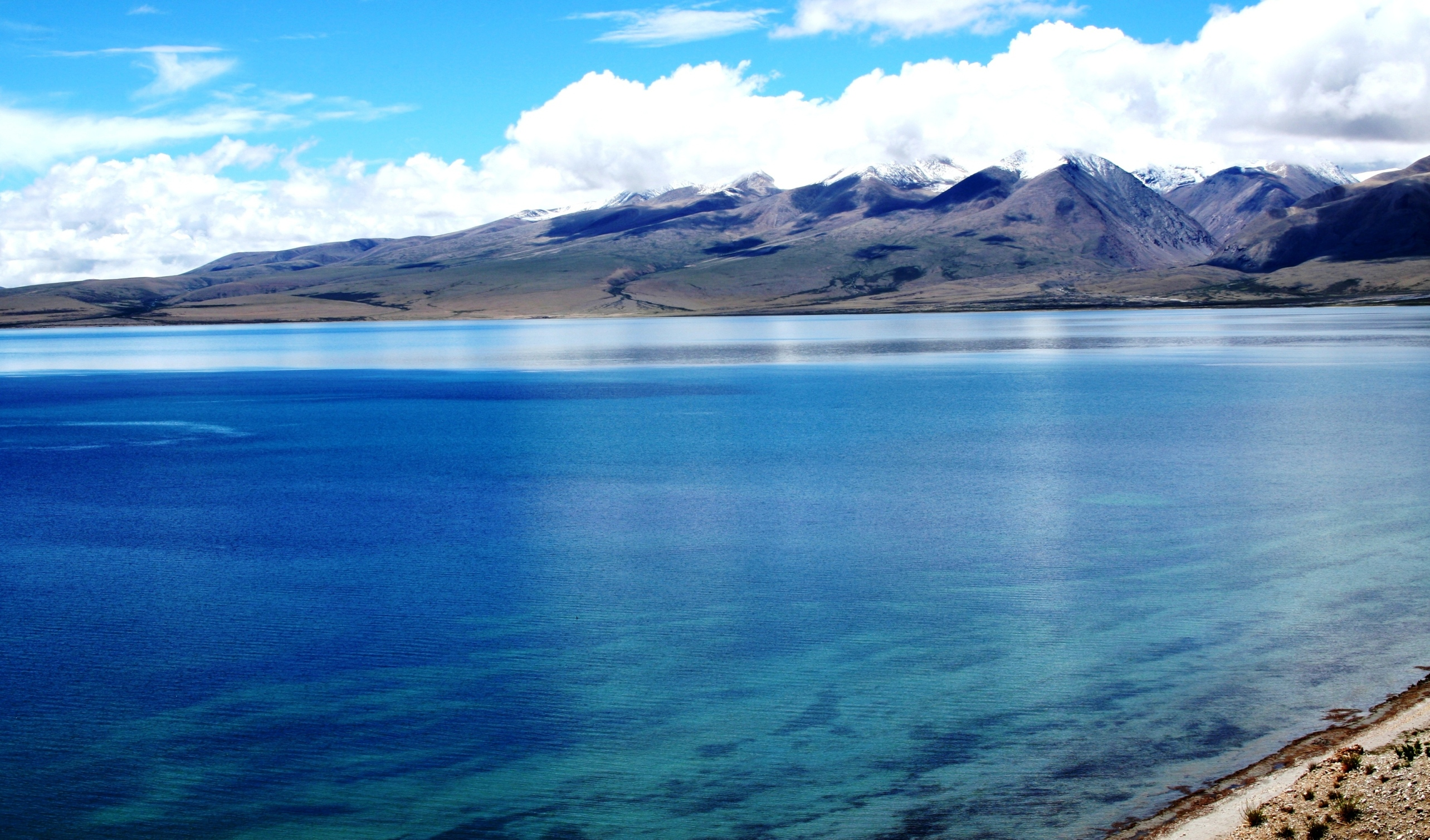
Op de achtergrond de Himalaya
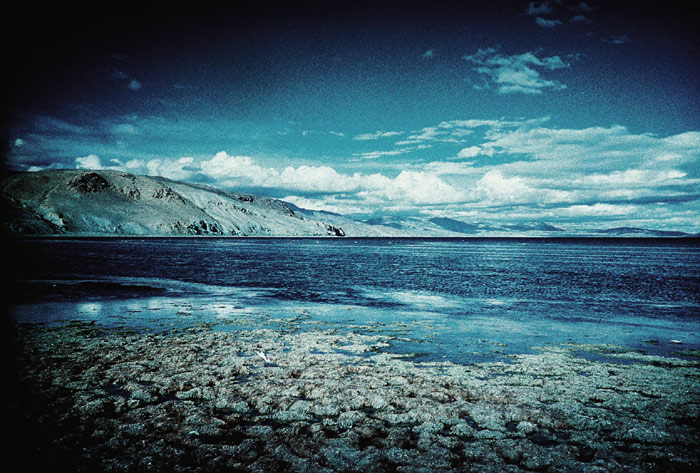
Aan de voet van het meer
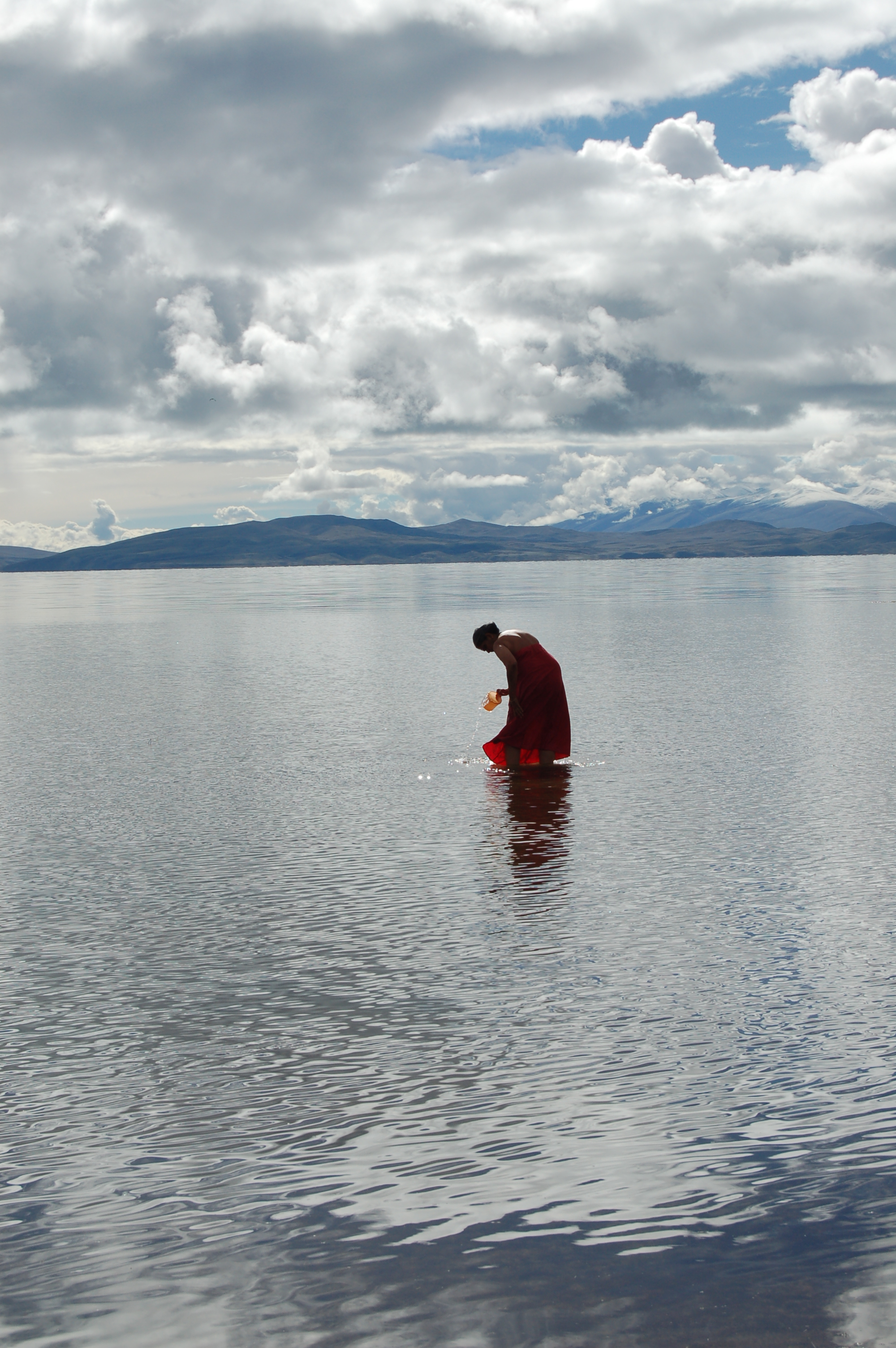
Indische pelgrim baadt in de Manasarovar